# Kiunga ballochi
Espèce
Statut de conservation UICN

 CR A2ace : 
En danger critique
Kiunga ballochi est une espèce de poissons à nageoires rayonnées de la famille des Pseudomugilidae endémique de Papouasie-Nouvelle-Guinée.